# Gorani, Argeș
Gorani este un sat în comuna Uda din județul Argeș, Muntenia, România.